# Élections municipales québécoises de 2021
Les élections municipales québécoises de 2021 se déroulent le 7 novembre 2021 afin d'élire les membres des conseils municipaux d'environ 1 100 municipalités locales ainsi que les préfets de 16 municipalités régionales de comté.

## Contexte et déroulement
Ces élections se caractérisent par un nombre historiquement élevé de femmes à la tête des principales villes de la province, cinq des personnes élues maires ou mairesses des dix municipalités les plus populeuses du Québec étant des femmes : Valérie Plante à Montréal, France Bélisle à Gatineau, Catherine Fournier à Longueuil, Évelyne Beaudin à Sherbrooke et Julie Dufour à Saguenay. 
En cette année marquée par l'officialisation de la Journée nationale de la vérité et de la réconciliation, le petit village de Natashquan élit pour la première fois un maire innu, Henri Wapistan.

## Résultats
Le dépouillement des résultats est prévu pour le 7 novembre 2021.

### Principales villes
- Élections municipales de 2021 à Montréal
- Élections municipales de 2021 à Québec
- Élections municipales de 2021 à Laval
- Élections municipales de 2021 à Gatineau
- Élections municipales de 2021 à Longueuil
- Élections municipales de 2021 à Sherbrooke
- Élections municipales de 2021 à Saguenay
- Élections municipales de 2021 à Lévis
- Élections municipales de 2021 à Trois-Rivières
- Élections municipales de 2021 à Terrebonne
- Élections municipales de 2021 à Saint-Jean-sur-Richelieu
- Élections municipales de 2021 à Brossard
- Élections municipales de 2021 à Repentigny

### Par région
1. Bas-Saint-Laurent
2. Saguenay–Lac-Saint-Jean
3. Capitale-Nationale
4. Mauricie
5. Estrie
6. Région de Montréal
7. Outaouais
8. Abitibi-Témiscamingue
9. Côte-Nord
10. Nord-du-Québec
11. Gaspésie–Îles-de-la-Madeleine
12. Chaudière-Appalaches
13. Région de Laval
14. Lanaudière
15. Laurentides
16. Montérégie
17. Centre-du-Québec

### Municipalités régionales de comté
- Élections préfectorales québécoises de 2021